# Reacción de lucha o huida

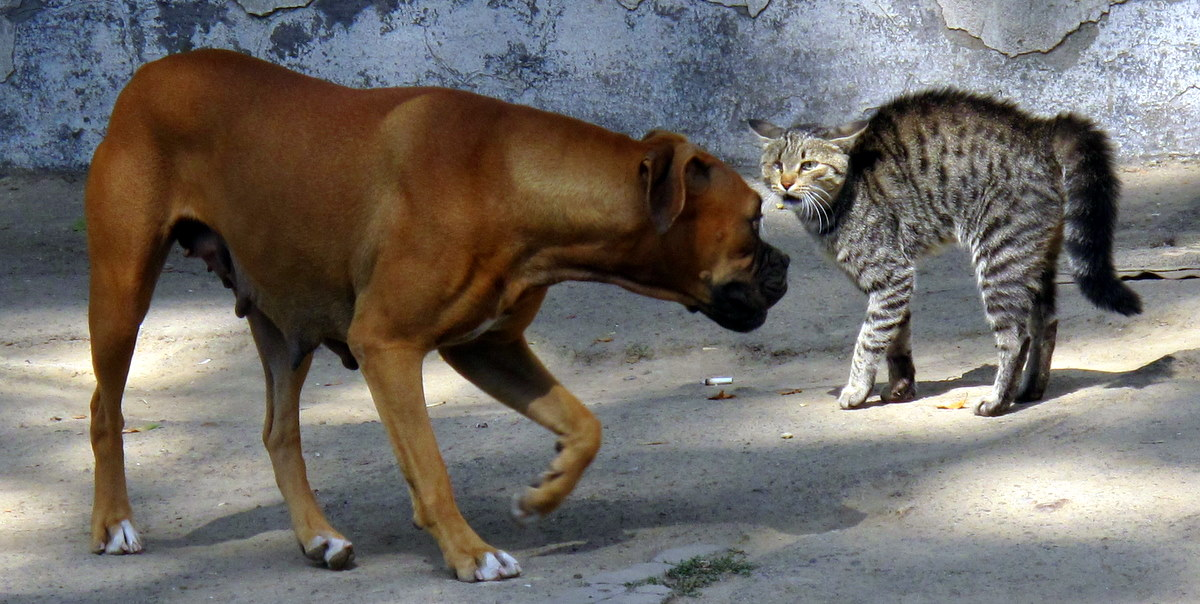

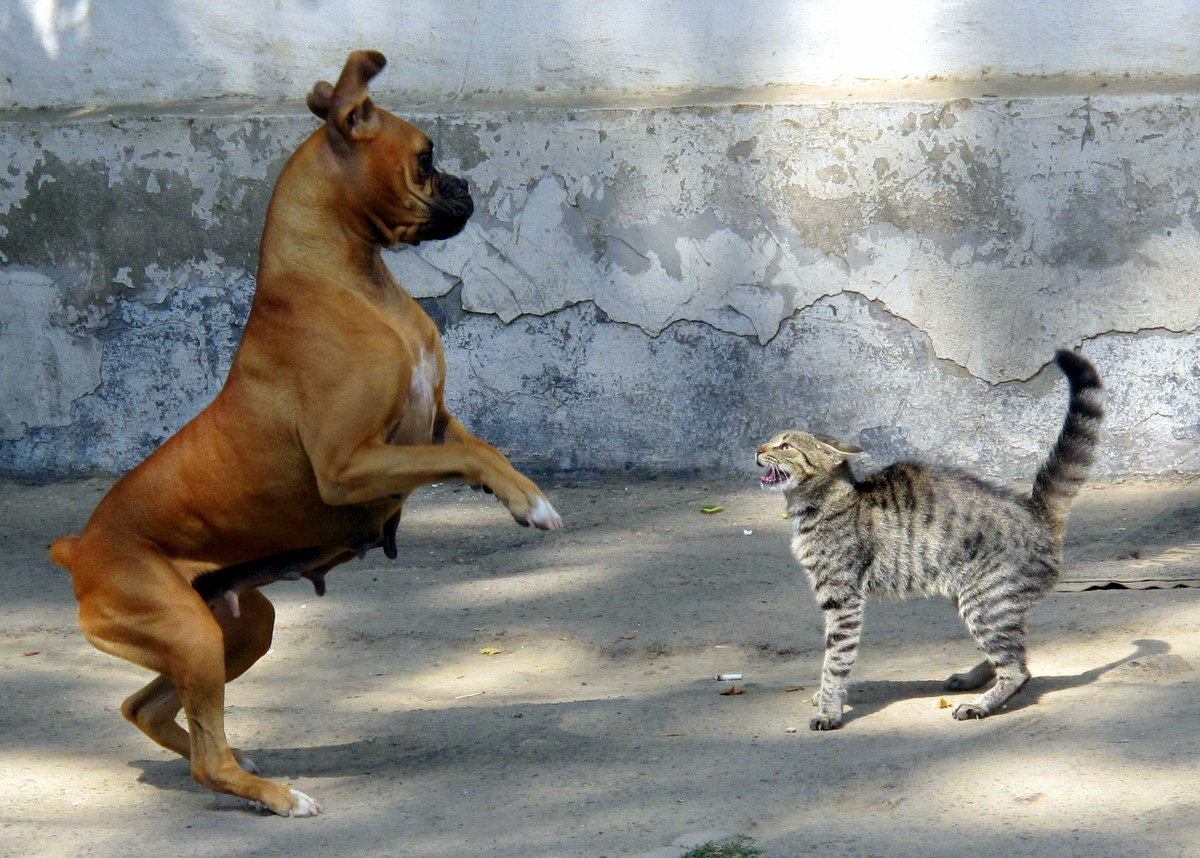
Ejemplo de las reacciones de dos animales en una situación de estrés

La reacción de lucha o huida (también llamada reacción de lucha, huida o parálisis, hiperexcitación, o respuesta de estrés agudo) es una respuesta fisiológica ante la percepción de daño, ataque o amenaza a la supervivencia. Fue descrita inicialmente por Walter Bradford Cannon, indicando que los animales reaccionan con una descarga general del sistema nervioso simpático, preparándolos para luchar o escapar. Más específicamente, la médula adrenal produce una descarga de hormonas resultando en la secreción de catecolaminas.
La reacción es reconocida como la primera etapa de un síndrome de adaptación general que regula las respuestas de estrés de vertebrados y otros organismos.

## Fisiología

### Sistema nervioso autónomo
Véase también: Sistema nervioso autónomo
El sistema nervioso autónomo es un sistema de control que actúa inconscientemente y regula el ritmo cardíaco, la digestión, la frecuencia respiratoria, la respuesta pupilar, la micción y la excitación sexual. Este sistema es el mecanismo primario que controla la reacción de lucha o huida y su rol se lleva a cabo mediante dos componentes diferentes.

#### Sistema nervioso simpático
Véase también: Sistema nervioso simpático
El sistema nervioso simpático se origina en la médula espinal y su función principal es activar los cambios fisiológicos que tienen lugar durante la reacción de lucha o huida. Este componente del sistema nervioso autónomo utiliza y activa la liberación de noradrenalina en la respuesta.

#### Sistema nervioso parasimpático
Véase también: Sistema nervioso parasimpático
El sistema nervioso parasimpático se origina en la médula espinal y trabaja en conjunto con el sistema nervioso simpático. Su función principal es activar la respuesta de "descansar y digerir" y devolver el cuerpo a homeostasis  después de la reacción de lucha o huida. Este sistema utiliza y activa la liberación del neurotransmisor acetilcolina.

### Respuesta
La respuesta comienza en el cuerpo amigdalino, que provoca una respuesta neuronal en el hipotálamo, la respuesta inicial es seguida por la activación de la glándula pituitaria y la secreción de la hormona ACTH. La glándula suprarrenal es activada casi simultáneamente y libera el neurotransmisor epinefrina. La liberación de mensajeros químicos resulta en la producción de la hormona cortisol, la cual incrementa la presión sanguínea, la concentración de glucosa en la sangre, y suprime el sistema inmunitario. La reacción inicial y las respuestas siguientes son iniciadas en un esfuerzo por aumentar la energía, lo que se consigue mediante la unión de la epinefrina a las células hepáticas y la subsecuente liberación de glucosa. Además, el cortisol convierte los ácidos grasos en energía disponible, preparando a los músculos de todo el cuerpo para la reacción. Las hormonas catecolaminas, como la adrenalina (epinefrina) o la noradrenalina (norepinefrina), facilitan respuestas físicas inmediatas asociadas a la preparación para una acción muscular violenta, incluyendo las siguientes:
- Aumento de la acción cardíaca y pulmonar.
- Palidez, enrojecimiento o alternancia entre ambos.
- Inhibición de la acción estomacal e intestinal hasta el punto de que la digestión se ralentiza o se detiene.
- Efecto general en los esfínteres del cuerpo.
- Constricción de los vasos sanguíneos en varias partes del cuerpo.
- Liberación de las fuentes de energía metabólica (particularmente grasa y glucógeno) para la acción muscular.
- Dilatación de los vasos sanguíneos de los músculos.
- Inhibición de la glándula lagrimal (responsable de la producción de lágrimas) y de la salivación.
- Dilatación de la pupila (midriasis).
- Relajación de la vejiga.
- Inhibición de la erección.
- Exclusión auditiva.
- Visión de túnel.
- Desinhibición de los reflejos medulares.
- Temblores.

### Función de los cambios fisiológicos
Los cambios fisiológicos que tienen lugar durante la reacción de lucha o huida se activan con el fin de proporcionar al cuerpo un incremento de fuerza y velocidad como anticipación al luchar o correr. Algunos de los cambios fisiológicos específicos y sus funciones son:
- Incremento del flujo sanguíneo hacia los músculos, desviándolo desde otras partes del cuerpo.
- Incremento de la presión sanguínea, ritmo cardíaco, nivel de glucosa en la sangre y grasas, con el fin de suministrar al cuerpo energía adicional.
- La función coagulante del cuerpo se acelera con el objetivo de evitar la pérdida excesiva de sangre en el caso de una lesión durante la reacción.
- Incremento en la tensión muscular con el fin de proporcionar al cuerpo velocidad y fuerza adicional.
- Las pupilas se dilatan para ayudar a ver con mayor claridad.
- Incremento de la sudoración para evitar el sobrecalentamiento debido al incremento del metabolismo.

### Perspectiva evolutiva
La explicación de la psicología evolucionista es que los humanos primitivos debieron reaccionar rápidamente ante estímulos amenazantes sin tener tiempo para prepararse física y psicológicamente. La reacción de lucha o huida proporcionó mecanismos a los humanos prehistóricos para responder rápidamente ante amenazas contra la supervivencia.

### Ejemplos
Un ejemplo típico de la reacción al estrés es una cebra pastando. Si la cebra avista un león acercándose para cazar, la reacción al estrés es activada. El escape requiere un intenso esfuerzo muscular, apoyado por todos los sistemas del cuerpo. La activación del sistema nervioso simpático cubre estas necesidades. Un ejemplo similar involucrando lucha es el de un gato a punto de ser atacado por un perro. El gato muestra latidos acelerados, piloerección (pelos de punta, por lo general para la conservación del calor), y pupilas dilatadas, todas señales de activación simpática. Téngase en cuenta que la cebra y el gato mantienen la homeostasis en todos los estados.

### Variedad de reacciones
Los animales reaccionan a las amenazas de diversas maneras. Las ratas, por ejemplo, tratan de escapar cuando se sienten amenazadas, pero lucharán cuando estén acorraladas. Algunos animales permanecen inmóviles para que los depredadores no los vean. Muchos animales se paralizan o se hacen los muertos cuando son tocados con la esperanza de que el depredador pierda el interés.
Otros animales tienen métodos alternativos de autoprotección. Algunas especies de animales de sangre fría cambian de color rápidamente, para camuflarse. Estas reacciones son disparadas por el sistema nervioso simpático, pero, con el fin de ajustarse al modelo de lucha o huida, el concepto de huida debe ser ampliado para incluir el escape tanto en forma física como sensorial. De esta manera, huir puede ser desaparecer hacia otra ubicación, o sólo desaparecer en el mismo lugar. Comúnmente, se combinan la lucha y la huida en una determinada situación.
Las acciones de lucha o huida también tienen polaridad – el individuo puede ya sea luchar o escapar de algo que lo está amenazando, como un león hambriento, o luchar o escapar hacia algo que necesita, como la seguridad a la orilla de un río.
Una amenaza procedente de otro animal no siempre resulta en una lucha o huida inmediata. Puede haber un periodo de toma de conciencia, durante el cual cada animal interpreta las señales de comportamiento del otro. Signos como palidez, piloerección, inmovilidad, sonidos y lenguaje corporal comunican el estado y las intenciones de cada animal. Puede haber un cierto tipo de negociación, luego de la cual la lucha o huida se lleva a cabo, la cual sin embargo puede también resultar en juegos, apareamiento o nada en absoluto. Un ejemplo de esto son gatitos jugando: cada gatito muestra señales de activación simpática, pero nunca llegan a hacerse daño de verdad.
Machos y hembras tienden a hacer frente de distinta manera a las situaciones de estrés. Los machos tienden a reaccionar ante una situación de emergencia con agresión (lucha), mientras que las hembras tienden a escapar (huir), recurrir a la ayuda de otros o intentar calmar la situación – cuidar y entablar amistad. Durante momentos de estrés, una madre tiende especialmente a mostrar acciones protectoras hacia su descendencia y a agruparse con otros para una reacción compartida socialmente ante una amenaza.
En los tiempos actuales, estas respuestas persisten, pero las reacciones de lucha o huida han abarcado un rango más amplio de comportamientos. Por ejemplo, la reacción de lucha puede ser manifestada en forma de enojo o dando inicio a una discusión, mientras que la reacción de huida puede ser manifestada a través de retraimiento social, abuso de sustancias e incluso ver televisión.

## Componentes emocionales

### Regulación emocional
En el contexto de la reacción de lucha o huida, como por ejemplo, para Julia Franco la regulación emocional es usada proactivamente para evitar amenazas de estrés o para controlar el nivel de excitación emocional.

### Reactividad emocional
Durante la reacción, la intensidad de la emoción producida por el estímulo determinará también la naturaleza e intensidad del comportamiento durante la respuesta. Individuos con altos niveles de reactividad emocional pueden ser propensos a la ansiedad y agresión, lo cual ilustra las implicancias de una respuesta emocional apropiada en la reacción de lucha o huida.

## Componentes cognitivos

### Especificidad del contenido
Los componentes específicos de cogniciones en la reacción de lucha o huida parecen ser en gran parte negativos. Estas cogniciones negativas pueden caracterizarse por: atención a los estímulos negativos, percepción de situaciones ambiguas como negativas, y la recurrencia a recordar palabras negativas. Puede haber también pensamientos negativos específicos asociados a las emociones comúnmente vistas en la reacción.

### Percepción de control
El control percibido se refiere a los pensamientos de un individuo sobre el control de situaciones y eventos. El control percibido debe ser diferenciado del control efectivo, ya que las creencias de un individuo pueden no reflejar sus habilidades reales. Por lo tanto, el sobreestimar o subestimar el control percibido puede conducir a la ansiedad y la agresión.

### Procesamiento de información social
El modelo de procesamiento de información social propone una variedad de factores que determinan el comportamiento en el contexto de situaciones sociales y pensamientos preexistentes. La atribución de hostilidad, especialmente en situaciones ambiguas, parece ser uno de los factores cognitivos más importantes asociados con la reacción de lucha o huida por sus implicancias hacia la agresión.

## Efectos negativos de la reacción de estrés en humanos
La reacción de estrés suprime temporalmente varios procesos biológicos como respuestas sexuales y mecanismos digestivos. Esto es un esfuerzo para concentrarse en la situación que genera el estrés. Mientras la reacción de lucha o huida es una respuesta adaptativa, prolongados incrementos de estrés pueden causar una variedad de efectos fisiológicos psicológicos negativos, incluyendo:

### Efectos fisiológicos
- Dolor de cabeza
- Dolor y tensión muscular
- Dolor de pecho
- Fatiga
- Cambios en el deseo sexual
- Molestias estomacales
- Problemas para dormir

### Efectos psicológicos
- Ansiedad (véase ataque de pánico)
- Inquietud
- Falta de motivación o concentración
- Irritabilidad o ira
- Depresión

### Efectos en el comportamiento
- Déficit o exceso de alimentación
- Abuso de drogas o alcohol
- Retraimiento social